# Mandeville (Louisiane)
Pour les articles homonymes, voir Mandeville.
Mandeville est une ville de l'État américain de la Louisiane, située dans la paroisse de Saint-Tammany, sur la rive nord du lac Pontchartrain. Selon le recensement de 2000, sa population est de 10 489 habitants.

## Histoire
La ville de Mandeville a été fondée, le 18 janvier 1834, puis incorporée en 1840 par Bernard Xavier Philippe de Marigny de Mandeville, homme politique créole (1785-1868).

## Activité
La ville est devenue une station touristique et un centre de jazz vers la fin du XIXe siècle. La Ruby's Roadhouse et le Dew Drop Dance Hall sont deux endroits de jazz historiques.

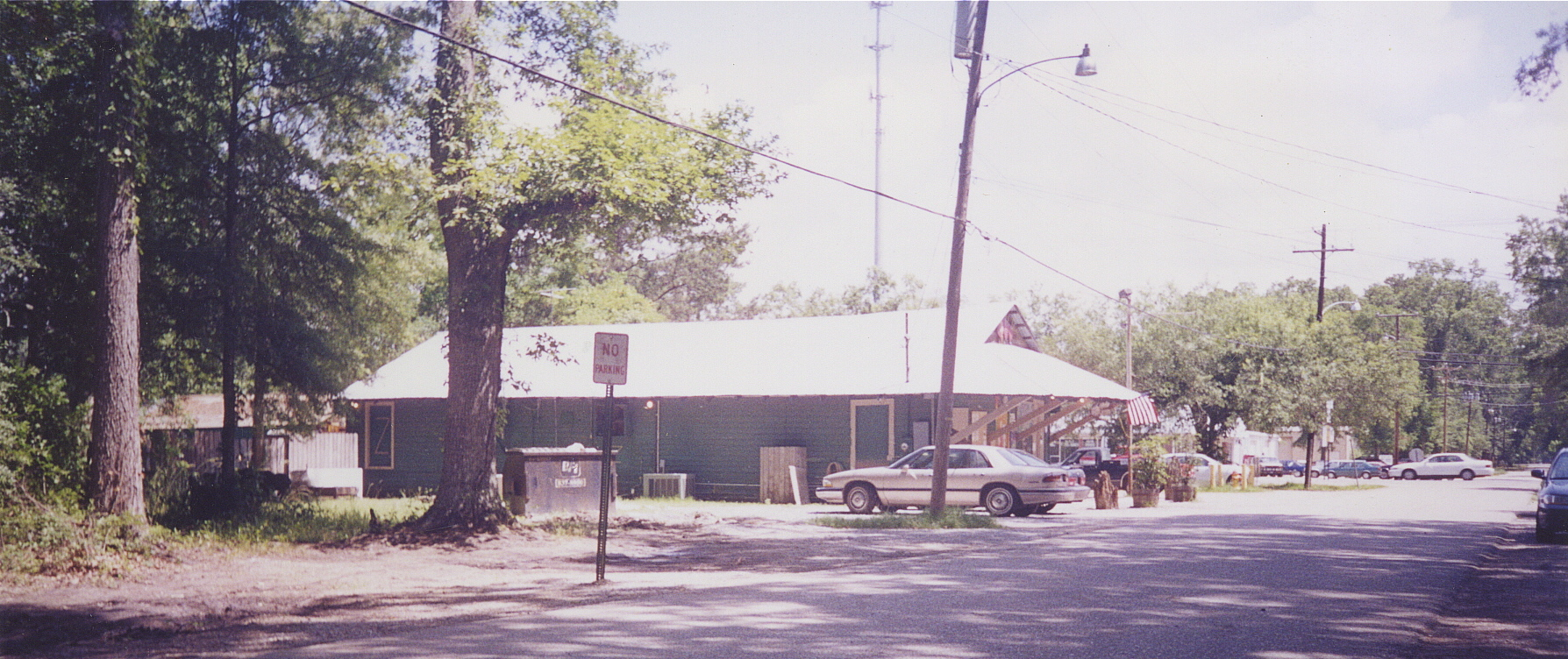
Ruby's Roadhouse

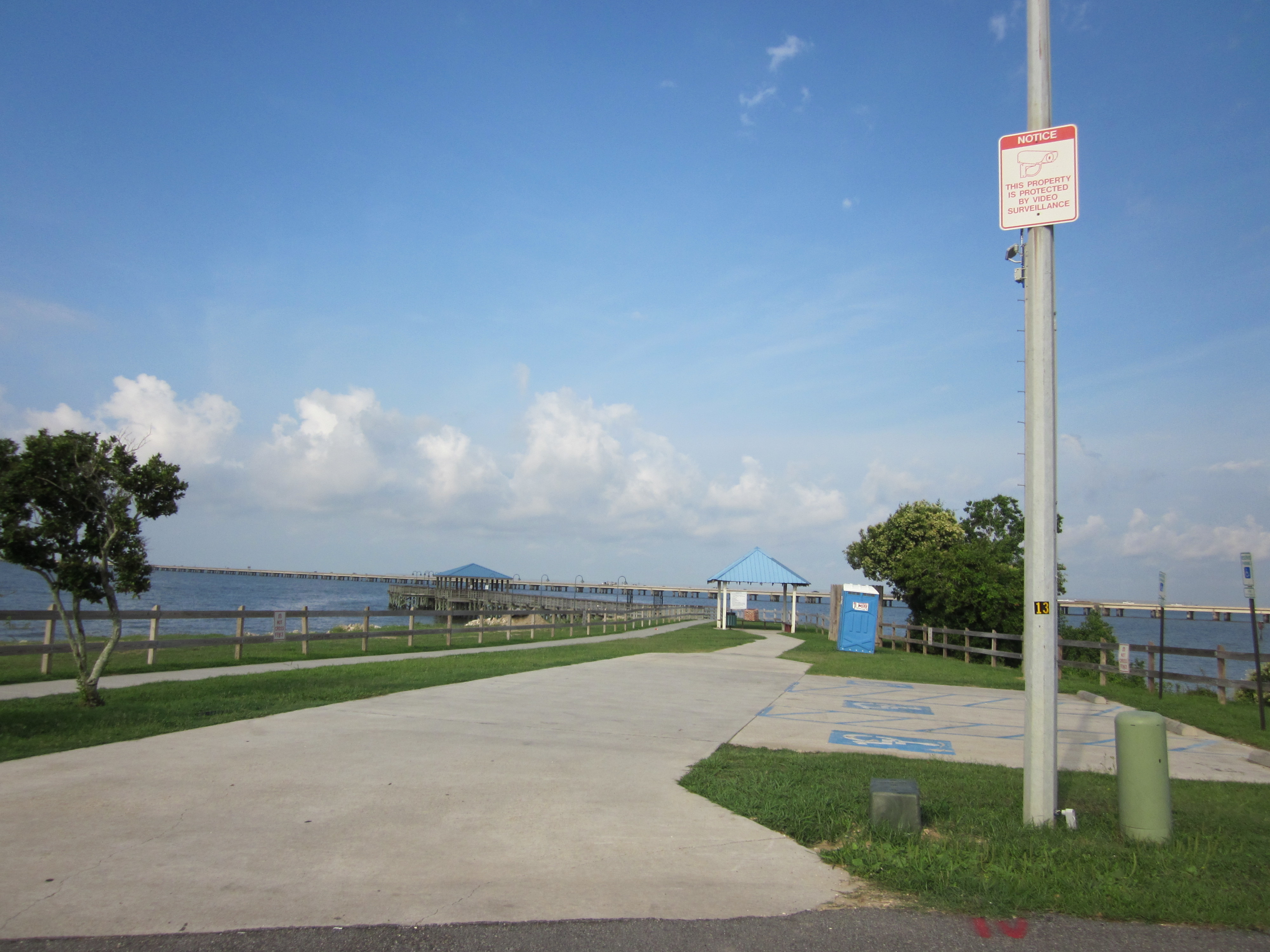